# Eduards Aivars
Eduards Aivars właściwie Aivars Eipurs (ur. 13 marca 1956 w Pabaži) – łotewski poeta, pisarz, eseista i publicysta. Jest konsultantem młodych i aspirujących poetów łotewskich. 

## Życiorys
Eduards Aivars urodził się 13 marca 1956 roku w Pabaži, niedaleko Rygi. W latach 1974–1979 studiował filologię na Uniwersytecie Łotewskim. Podejmował się różnych zawodów, pracował w szkole, w muzeum, był terapeutą pracującym z osobami uzależnionymi od alkoholu, współpracował z redakcjami pism „Parks” i „Rīgas Balss”. 
Pierwszą publikacją Eduardsa Aivarsa był artykuł Zemeslodes priekšsēdētājs no Astrahaņas w związku z setną rocznicą urodzin poety Wielimira Chlebnikowa, w piśmie „Padomju Jaunatne” 2 października 1985 roku. Pierwszy wiersz opublikowało czasopismo „Literatūra un māksla” 20 grudnia 1985 roku. Pierwszy tom poezji Dejas wydał w 1991 roku. Wiersze Eduardsa Aivarsa charakteryzują się lekkością i delikatnością.
Eduards Aivars biegle włada językiem rosyjskim, angielskim, francuskim, hiszpańskim i włoskim. Jest aktywnym członkiem Łotewskiego Związku Pisarzy. Jego prace literackie są często publikowane, cytowane i regularnie nominowane do ważnych nagród literackich. Jego wiersze zostały przetłumaczone na angielski, ukraiński, węgierski, szwedzki. Eduards Aivars jest również znany jako kompilator dobrze przyjętej antologii Viens dzejolis (2013), obejmującej wcześniej niepublikowane prace 78 poetów. Współpracuje z młodymi twórcami, a jego wkład w kulturę i literaturę wykracza poza jego własną twórczość.

## Wybrane działa

### Poezja
- Dejas, 1991
- Jā, 1996
- Ainava kliedz, 1996
- Vasaras sniegs, 1999
- Es pagāju, 2001
- Jauns medus, 2006
- Sāras mīlestība, 2008
- Sakvojāžs, 2011
- Parādības, 2016

### Proza
- Minimas jeb Vienā istabā ar Antonu Vēbernu, 2008
- Minimas jeb Zemestrīce zābakā, 2013